# 250 a.C.

## Eventos
- Lúcio Mânlio Vulsão Longo e Caio Atílio Régulo Serrano, pela segunda vez, cônsules romanos.
- Décimo-quinto ano da Primeira Guerra Púnica – Os romanos tomam Heracleia Minoa e Selinunte e, depois da derrota em Lilibeu, os romanos cercam Érice.
- Eratóstenes de Alexandria afirma que a Terra é redonda.
- No Japão, os artefatos do Yayoi (era do Bronze) incluiam espadas e espelhos. A cultura Yayoi marcou a transição para uma economia baseada na agricultura.[1]